# Spränghandgranat 07
Spränghandgranat 07 (shgr 07), är en självupprätande hopphandgranat med luftbrisad utvecklad av Försvarets materielverk (FMV) under produktledaren Ian Kinley, som även tagit fram den nya tändarmekanism som används i shgr 07B. FMV har lagt ut produktionen av granaten till Rheinmetall Waffe Munitions ARGES GmbH i Österrike för Försvarsmaktens räkning, inga utländska kunder är kända.

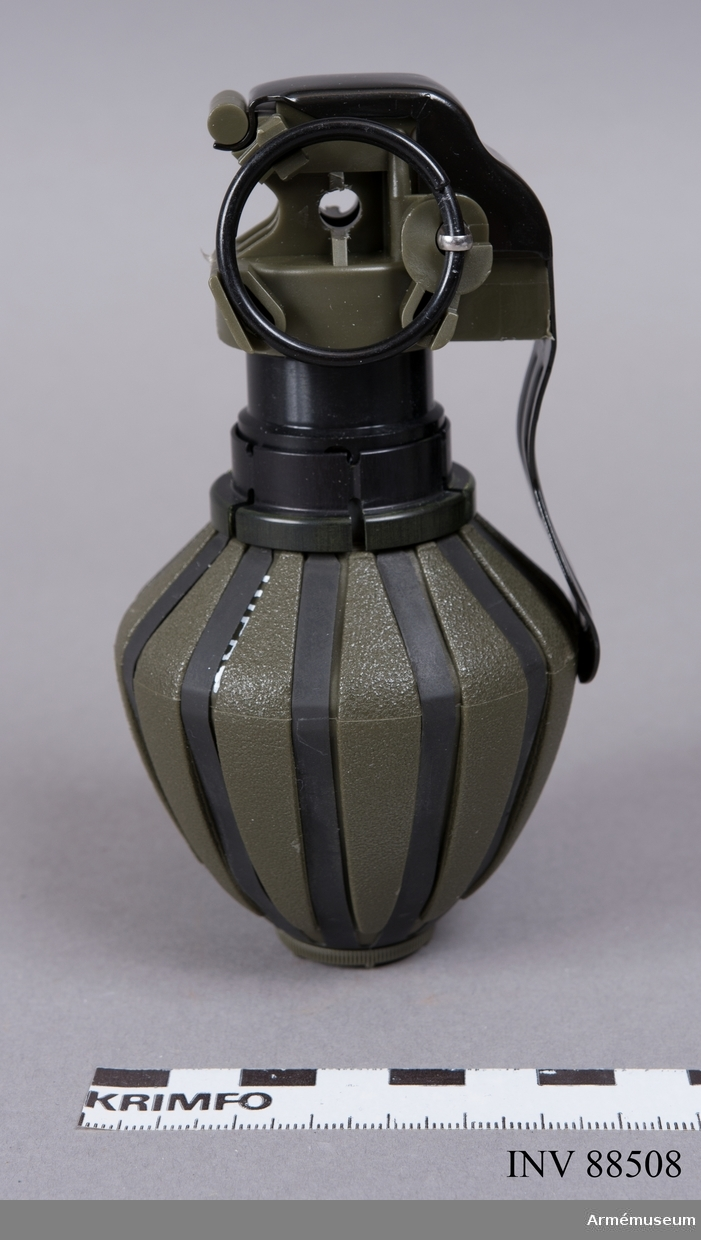
Spränghandgranat 07,
blind förevisningsmodell.

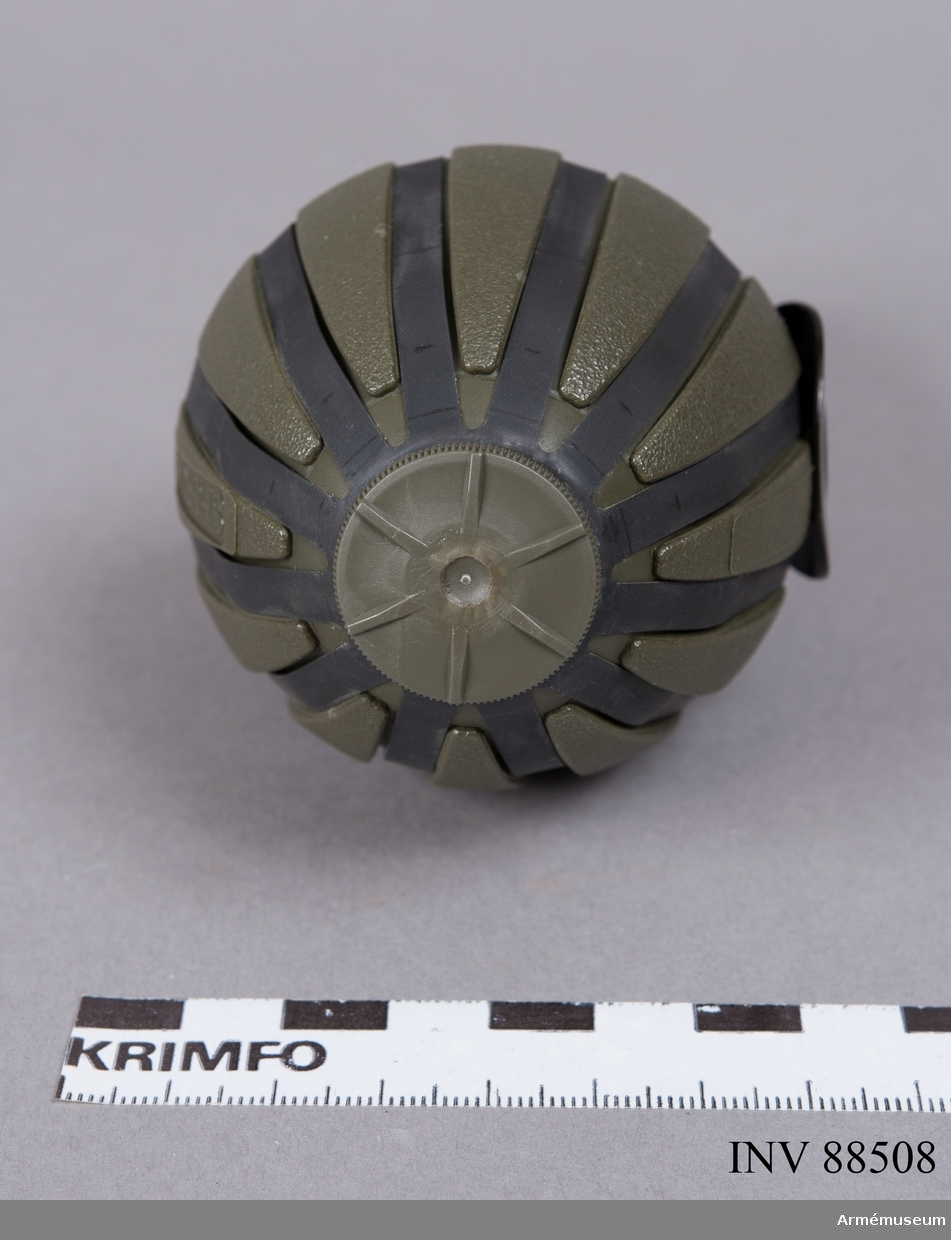
Bottenpluggen, med spröten i svart.

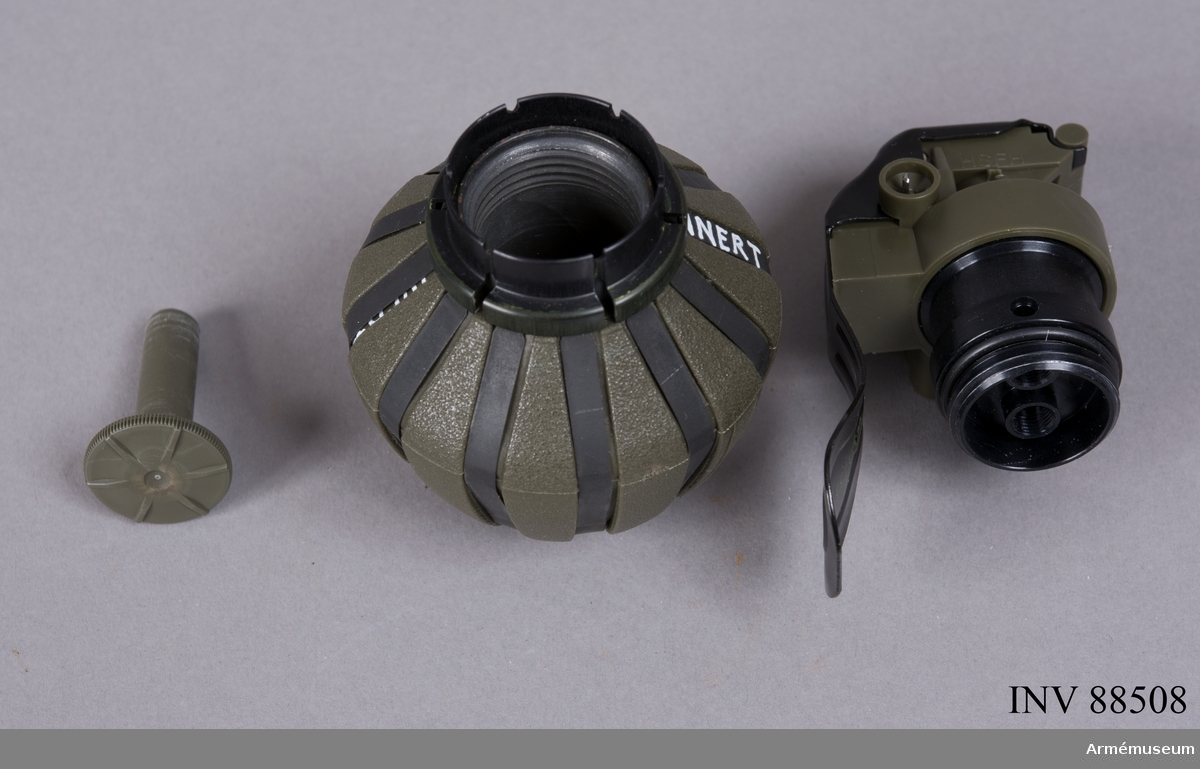
De tre huvuddelarna i shgr 07.

När spränghandgranat 07 introducerades år 2012 var det enligt FMV ”den största nyheten inom handgranatsområdet sedan första världskriget”, och uppfinningen belönades även av Kungliga Krigsvetenskapsakademien med såväl belöningsmedaljen i silver, 8. storleken som pengabelöning från Albergska stiftelsen.

## Konstruktion
Spränghandgranat 07 består av en sprängkropp med vertikala hål. Upptill monteras tändaren, där även säkringarna sitter. I botten monteras bottenpluggen, vars spröt uppåt omsluter sprängkroppen. Då granaten efter kast har landat kommer dessa spröt att rätas ut åt alla håll, och därmed ställa granaten vinkelrät mot underlaget. Därefter exploderar drivladdningen i bottenpluggen, som skickar upp granaten till runt två meters höjd där huvudladdningen detonerar och sänder en vid kon av splitter under granaten med en diameter om tio meter. Det betyder att det kommer att förekomma ytterst få splitter utanför denna kon, vilket både begränsar riskerna för kastaren och minskar oavsiktliga skador.
Shgr 07B som infördes 2019 har en ny tändmekanism, också den utvecklad av Ian Kinley vid FMV. Efter ett antal allvarliga tillbud och olyckor konstaterades att de befintliga tändarna, vilkas konstruktion inte ändrats nämnvärt sedan 1930-talet, utgjorde en säkerhetsrisk, och de största svagheterna var de från fabrik förspända utlösningsfjädrarna och varierande fördröjningssatserna som brinner fortare i varmt väder och långsammare i kallt. Den nya mekanismen har en ny fördröjning som ger samma resultat oberoende av miljöfaktorer, och utlösningsfjädern spänns nu inte förrän kastaren medvetet tar bort transportsäkringen och vrider upp mekanismen. Den nya tändaren har samma gänga och djup som de tidigare, och kan därför användas till samtliga handgranater i Försvarsmakten.

## Tekniska data
- Höjd: 13 cm.
- Diameter: 6,9 cm.
- Vikt: 470 g.
- Fördröjning: 4.0 sekunder.
- Hopphöjd: c:a 2 meter.
- Verkansdel: hexotol med 1900 förfragmenterade splitter.